# Guarea blanchetii
Guarea blanchetii är en tvåhjärtbladig växtart som beskrevs av C. Dc.. Guarea blanchetii ingår i släktet Guarea och familjen Meliaceae. Inga underarter finns listade i Catalogue of Life.